# 九龍巴士52S、56S線
九龍巴士56S線是一條香港新界特別巴士路線，來往屯門站及曾咀，途經屯門市中心及龍鼓灘，為在清明節和重陽節前後前往屯門曾咀靈灰安置所的掃墓人士提供服務。
九龍巴士52S線是一條香港新界特別巴士路線，來往屯門公路轉車站及曾咀，為在清明節和重陽節前後前往屯門曾咀靈灰安置所的掃墓人士，提供點對點特快服務，中途只於龍鼓灘路近沙埔崗127號設置中途站。

## 歷史
屯門曾咀靈灰安置所於2020年5月15日落成，由於開辦前當時該帶沒有任何公共交通服務，政府計劃開辦三條特別路線，在春秋二祭服務，分別來往屯門站、屯門公路轉車站及青衣站，此路線為其中之一。
- 2020年10月10日：56S線投入服務。[3]
  - 在2020年，政府當時在重陽節兩星期前後的星期六、日及公眾假期，封閉前往曾咀靈灰安置所的稔灣路。掃墓人士不可步行、駕駛私家車或乘坐的士前往曾咀靈灰安置所，故此路線一度成為春秋二祭期間，唯一前往曾咀靈灰安置所的途徑[4]。直至2021年起，政府容許的士在清明節及重陽節期間駛入屯門曾咀靈灰安置所，才打破此局面[5]。
- 2021年3月20日：來回程增設龍鼓灘路「龍鼓灘」站，並於該站實施分段收費。[6]
- 2021年4月4日：九巴加價，56S線全程車費從$15.3加至$16.6。
- 2021年10月1日：52S線投入服務。
- 2022年4月5日：受新型冠狀病毒肺炎疫情影響，52S及56S線於2022年清明節期間只於正日（4月5日）提供服務。56S線往曾咀方向加停屯門市中心巴士總站，往屯門站方向加停屯門公園。[7]

## 服務時間及班次
56S
| 屯門站開           | 屯門站開    | 屯門站開     | 曾咀開             | 曾咀開      | 曾咀開       |
| 日期               | 服務時間    | 班次（分鐘） | 日期               | 服務時間    | 班次（分鐘） |
| ------------------ | ----------- | ------------ | ------------------ | ----------- | ------------ |
| 清明節及重陽節期間 | 07:50-09:50 | 60           | 清明節及重陽節期間 | 08:50-10:50 | 60           |
| 清明節及重陽節期間 | 09:50-11:50 | 40           | 清明節及重陽節期間 | 10:50-12:50 | 40           |
| 清明節及重陽節期間 | 11:50-15:50 | 60           | 清明節及重陽節期間 | 12:50-16:50 | 60           |

52S
| 屯門公路轉車站開   | 屯門公路轉車站開 | 屯門公路轉車站開 | 曾咀開             | 曾咀開      | 曾咀開       |
| 日期               | 服務時間         | 班次（分鐘）     | 日期               | 服務時間    | 班次（分鐘） |
| ------------------ | ---------------- | ---------------- | ------------------ | ----------- | ------------ |
| 清明節及重陽節期間 | 07:30-09:00      | 30               | 清明節及重陽節期間 | 08:30-10:00 | 30           |
| 清明節及重陽節期間 | 09:00-14:00      | 20               | 清明節及重陽節期間 | 10:00-15:00 | 20           |
| 清明節及重陽節期間 | 14:00-16:00      | 30               | 清明節及重陽節期間 | 15:00-17:00 | 30           |

因應乘客需求，實際開出之班次可能較編定班次頻密，亦會在上述服務時段以下加開額外班次。

## 收費
| 路線 | 全程收費 | 分段收費                                            |
| ---- | -------- | --------------------------------------------------- |
| 56S  | $17.3    | - 龍鼓灘往屯門站：$14.2 - 龍鼓灘往曾咀：$12.5       |
| 52S  | $19.1    | - 龍鼓灘屯門公路轉車站：$15.9 - 龍鼓灘往曾咀：$12.5 |

| - 本線設有12歲以下小童及65歲或以上長者半價優惠。 - 65歲或以上香港居民使用「樂悠咭」，以及12歲以下合資格殘疾兒童使用「殘疾人士身份」個人八達通繳付車資，均可享有每程$2.0或半價（以較低者為準）的票價優惠；12至64歲合資格殘疾人士使用「殘疾人士身份」個人八達通（包括「樂悠咭」），以及60至64歲香港居民使用「樂悠咭」繳付車資，均可享有每程$2.0或全費（以較低者為準）的票價優惠。 - 65歲或以上長者如使用長者或一般個人八達通繳付車資，則只可享有半價優惠；12至64歲合資格殘疾人士如不使用「殘疾人士身份」個人八達通，以及60至64歲人士如不使用「樂悠咭」繳付車資，必須繳付全費。 - 乘客可以現金或八達通於上車時付款，不設找續。 - 每位成人乘客可免費攜帶最多兩名4歲以下而不佔座位的兒童乘客乘車，超額之4歲以下小童必須繳付小童車費乘車。 - 持有「九巴月票」之乘客在車票有效期內，每日可享最多10程任何九龍巴士及龍運巴士路線（包括本路線，以及聯營路線的九龍巴士／龍運巴士提供的班次；惟乘搭機場「A」及「NA」線則可享原價二七折優惠（不會計算每天10次合資格車程））；而B1線則每日可享最多各2程（不會計算每天10次合資格車程）。 - 九龍巴士、城巴、龍運巴士及陽光巴士全職員工及家屬（不包括外判職員）可免費乘搭本路線，惟必須拍職員或職員家屬八達通。 - 乘客亦可透過多元化電子支付系統（e度嘟）繳付車資，包括使用非接觸式VISA卡、JCB卡、萬事達卡、銀聯卡、美國運通、大來國際、Discover Card、Apple Pay、Google Pay、Samsung Pay、AlipayHK「易乘碼」、支付寶、WeChatHK／微信支付「搭車碼」、銀聯雲閃付「乘車碼」及BOC Pay「乘車碼」。乘客使用此付款方式，使用此支付方式的乘客可享有中途下車之分段收費，以及與其他九巴／龍運獨營路線或聯營線九巴／龍運班次之轉乘優惠，惟不適用於與非九巴／龍運路線之轉乘優惠，亦不能享有「公共交通費用補貼計劃」及「長者及合資格殘疾人士公共交通票價優惠計劃」。 |

### 八達通轉乘優惠
乘客登上52S線後指定時間內以同一張八達通卡轉乘以下路線，或從以下路線登車後指定時間內以同一張八達通卡轉乘52S線，次程可獲$8折扣優惠：
- 52S往屯門公路轉車站 → 57M、58M、59M、59X、60M、60X、61M、61X、62X、63X、66M、66X、67A、67M、67X、68A、258D、259D、260X、263、960、961、P960往市區／荃葵青／沙田
- 57M、58M、59M、59X、60M、60X、61M、61X、62X、63X、66M、66X、67A、67M、67X、68A、258D、259D、260X、263、960、961、P960往屯門／洪水橋 → 52S往曾咀

## 行車路線
此路線的官方全程行車里數為15.0公里，行車時間約為40分鐘。（平均行車時速約為22.5公里）

56S

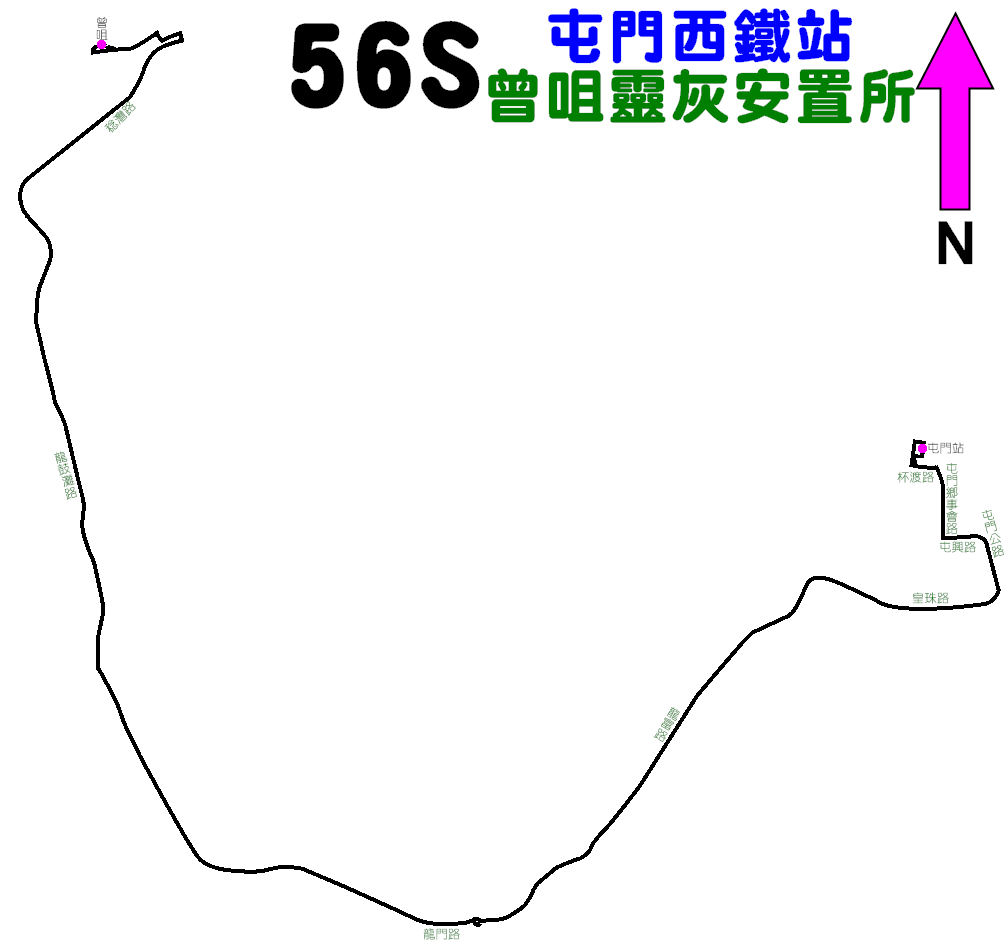
56S線的走線圖

屯門站開經：杯渡路、屯門鄉事會路、屯興路、屯門公路、皇珠路、龍富路、龍門路、龍鼓灘路、稔灣路及未命名路。

曾咀開經：未命名路、稔灣路、龍鼓灘路、龍門路、龍富路、皇珠路、屯門公路、屯興路、屯門鄉事會路、杯渡路及河傍街。
52S
屯門公路轉車站開經：青山公路–大欖段、小欖交匯處、屯門公路、皇珠路、龍富路、龍門路、龍鼓灘路、稔灣路及未命名路。

曾咀開經：未命名路、稔灣路、龍鼓灘路、龍門路、龍富路、皇珠路、屯門公路、小欖交匯處、青山公路–大欖段及小欖交匯處支路。

### 沿線車站
56S
| 屯門站開 | 屯門站開       | 屯門站開                 | 曾咀開 | 曾咀開         | 曾咀開               |
| 序號     | 車站名稱       | 位置                     | 序號   | 車站名稱       | 位置                 |
| -------- | -------------- | ------------------------ | ------ | -------------- | -------------------- |
| 1        | 屯門站巴士總站 | 屯門站公共運輸交匯處     | 1      | 曾咀巴士總站   | 曾咀巴士總站         |
| 2        | 屯門市中心     | 屯門市中心公共運輸交匯處 | 2      | 龍鼓灘         | 龍鼓灘路             |
| 3        | 龍鼓灘         | 龍鼓灘路                 | 3      | 屯門公園       | 屯門鄉事會路         |
| 4        | 曾咀巴士總站   | 曾咀巴士總站             | 4      | 屯門站巴士總站 | 屯門站公共運輸交匯處 |

52S
| 屯門公路轉車站開 | 屯門公路轉車站開     | 屯門公路轉車站開 | 曾咀開 | 曾咀開               | 曾咀開         |
| 序號             | 車站名稱             | 位置             | 序號   | 車站名稱             | 位置           |
| ---------------- | -------------------- | ---------------- | ------ | -------------------- | -------------- |
| 1                | 屯門公路轉車站（C1） | 屯門公路轉車站   | 1      | 曾咀巴士總站         | 曾咀巴士總站   |
| 2                | 龍鼓灘               | 龍鼓灘路         | 2      | 龍鼓灘               | 龍鼓灘路       |
| 3                | 曾咀巴士總站         | 曾咀巴士總站     | 3      | 屯門公路轉車站（A9） | 屯門公路轉車站 |